# اوراکامی گیوکودو
اوراکامی گیوکودو (انگلیسی: Uragami Gyokudō؛ ۱ ژانویهٔ ۱۷۴۵ – ۱۰ اکتبر ۱۸۲۰) نقاش، شاعر، موسیقی‌دان، و خوشنویس اهل ژاپن بود.